# NGC 2640
NGC 2640 (również PGC 24229) – galaktyka eliptyczna (E/SB0), znajdująca się w gwiazdozbiorze Kila. Odkrył ją John Herschel 26 lutego 1835 roku.